# Emiratet Cyrenaika
Emiratet Cyrenaika var et nordafrikansk emirat, der svarer til regionen Cyrenaika i Libyen. Det blev etableret da Sayyid Idris proklamerede et uafhængigt Senussi-emirat den 1. marts 1949. Han blev støttet af Storbritannien, der hidtil havde haft området under administration siden 2. verdenskrig. Sayyid Idris udråbte sig selv til Emir af Cyrenaika ved en "national konference" i Benghazi. Selvom emiratet var blevet anerkendt af Storbritannien, påvirkende det ikke FN. Efterfølgende begyndte Storbritannien og Frankrig at forberede et samlet Libyens uafhængighed, hvilket blev nedskrevet i en resolution den 21. november 1949. Kongeriget Libyen blev erklæret uafhængigt den 24. december 1951, og den 27. december blev emiren indsat som Kong Idris 1. af Libyen.
Det sorte flag med én hvid stjerne og én halvmåne blev vedtaget af Idris, da han blev udråbt som emir i 1949. Flaget dannede grundlag for kongerigets flag (og Libyens nuværende), hvor der blev tilføjet en rød og grøn stribe. Striberne repræsenterer martyrernes blod og velstand. Kong Idris beholdte emiratets flag, som sit personlige flag, med en lille tilføjelse af hvid krone i øverste venstre hjørne.
Den 6. marts 2012, 63 år efter, blev der gennemført en lignende "konference", der ønsker mere autonomi og føderalisme for Cyrenaika. Ahmed al-Senussi, en efterkommer af Kong Idris, blev udnævnt til leder af det selv-erklærende Cyrenaika Overgangsråd.